# Днепровский электровозостроительный завод
Днепровский электровозостроительный завод (ранее Днепропетровский электровозостроительный завод) — советское и украинское предприятие, занимавшееся проектированием и строительством электровозов.

## История

### 1933 - 1991
Днепропетровский паровозостроительный завод был создан в ходе индустриализации СССР, строительство предприятия началось в июле 1933 года, завод был введён в эксплуатацию в сентябре 1934 года.
В 1936 году здесь был построен специальный паровоз ЮП-1-1 (Юный пионер) для Днепропетровской детской железной дороги.
После начала Великой Отечественной войны в связи с приближением к городу линии фронта оборудование завода было эвакуировано в Куйбышев. В ходе боевых действий и немецкой оккупации города в 1941 - 1943 гг. здания и сооружения завода были почти полностью разрушены, но в дальнейшем - восстановлены.
В 1958 году предприятие получило новое наименование - Днепропетровский электровозостроительный завод, производственная база была переведена на выпуск промышленных электровозов и тяговых агрегатов.
В конце 1961 года завод выпустил первые два промышленных четырехосных электровоза серии Д100 (№ 001 и № 002).
В 1963 - 1964 годы завод построил 78 электровозов ВЛ41, но в связи с затруднением использования электровозов этого типа на магистральных железных дорогах в 1964 году перешёл на производство электровозов Д94. Также, в 1966 - 1967 гг. завод построил десять электровозов ВЛ26.
С 1973 по 1988 годы завод выпускал тяговые агрегаты ОПЭ1А (сейчас выпускает улучшенную версию ОПЭ1АМ).

### После 1991
После провозглашения независимости Украины завод перешёл в ведение министерства транспорта Украины.
В 1993 году в состав предприятия был включён научно-исследовательский институт электровозостроения, после чего предприятие получило новое наименование - Днепропетровское научно-производственное объединение электровозостроения (НПО «ДЭВЗ») и начало разработку первого украинского магистрального электровоза ДЭ1, производство которого было освоено в 1995 году.
В августе 1997 года завод был включён в перечень предприятий, имеющих стратегическое значение для экономики и безопасности Украины.
В 1998 году было подписано соглашение с немецким концерном Siemens на разработку грузопассажирского электровоза переменного тока ДС3, в 2002 году завод построил первый локомотив этого типа, в 2003-2004 годы освоил их серийное производство.
В январе - октябре 2006 года завод построил 23 электровоза.
С целью сокращения издержек, в 2006 году на предприятии началась реализация программы энергосбережения (в результате перехода на мазут, с 10 января 2009 года предприятие полностью прекратило использование природного газа).
В январе - июле 2007 года завод построил 27 электровозов.
Начавшийся в 2008 году экономический кризис осложнил положение предприятия.
10 мая 2018 года было утверждено решение о приватизации предприятия до конца 2018 года.

## Инвентарный парк
На балансе ДЭВЗа числится 1 тепловоз, но до 2020 года - 3, а именно ТГМ23Б-1510, ТГМ4А-2704 и ТГМ1-1429. ТГМ4А-2704 находится в сборочном цехе ДЭВЗа в законсервированном состоянии, ТГМ23Б-1510 в 2020 году был выставлен на продажу в качестве металлолома, исключён из инвентаря в сентябре 2021 года. А ТГМ1-1429 был списан в 2020 году.

## Коррупционный скандал
8 марта 2017 года Генеральная прокуратура Украины огласила подозрение директору ДЭВЗа Александру Зельдину, а именно, его стали подозревать в разворовании завода на 3 млн грн. При этом заложенность по зарплате выросла до 6 млн грн. В 2021 году завод прекратил работу и был выставлен на продажу.